# Sonisphere Festival

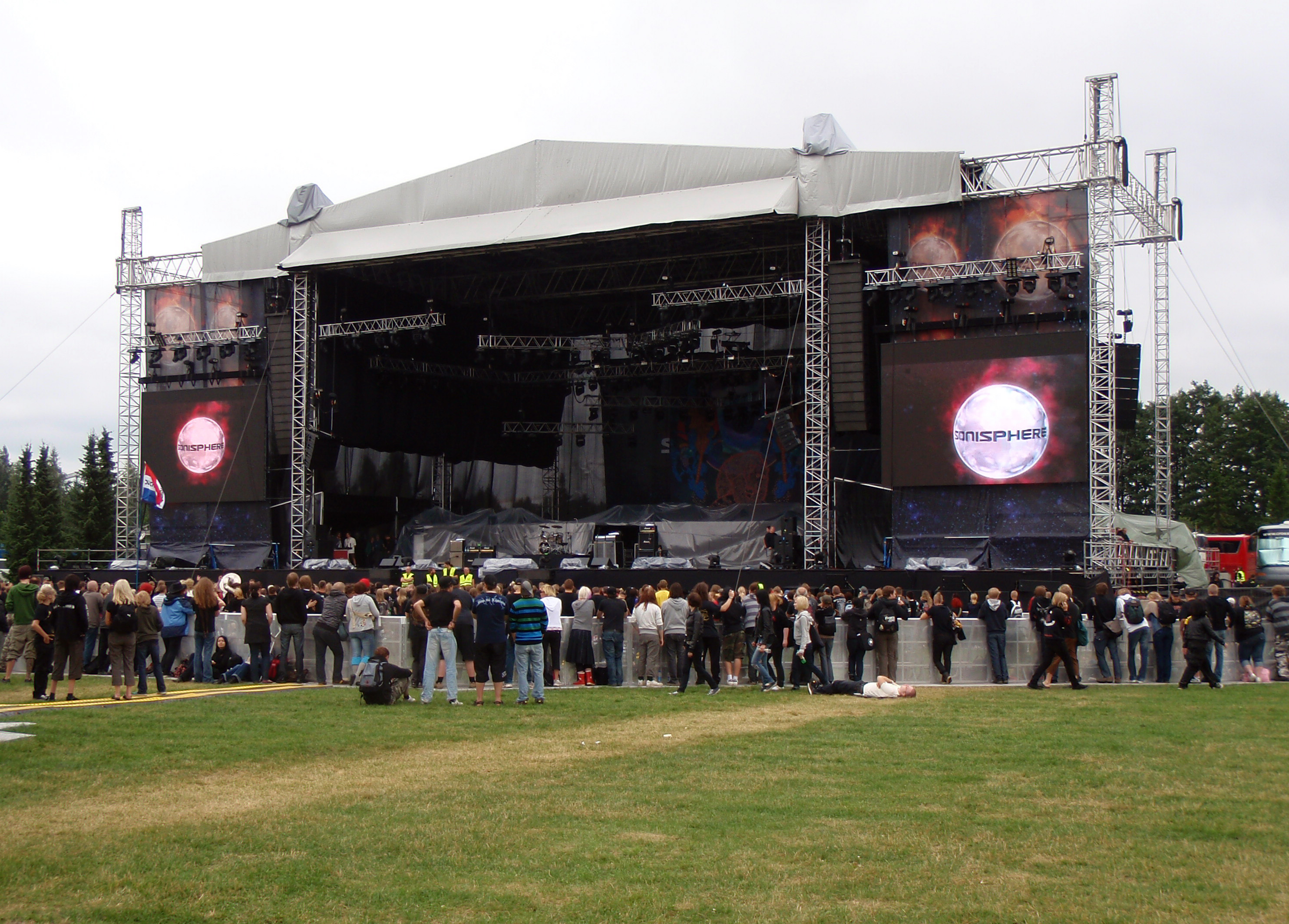
Główna scena festiwalu w Pori

Sonisphere Festival – festiwal rockowy złożony z serii koncertów odbywających się w różnych miastach europejskich w latach 2009–2016.

## Edycja 2009
Pomysłodawcą festiwalu był Stuart Galbraith. Pierwsza edycja miała miejsce w 2009 roku, festiwal składał się z pięciu koncertów jednodniowych (w Nijmegen (Holandia), Hockenheimring (Niemcy), Barcelonie (Hiszpania), Hultsfred (Szwecja) i Pori (Finlandia)) oraz dwudniowego w Knebworth (Anglia). Na wszystkich sześciu koncertach wystąpiły zespoły Metallica, Mastodon oraz Lamb of God.

### Wykonawcy
- Metallica
- Slipknot
- Korn
- Linkin Park
- Limp Bizkit
- Die Toten Hosen
- Bullet for My Valentine
- Avenged Sevenfold
- Machine Head
- Alice in Chains
- Lamb of God
- Anthrax
- Cradle of Filth
- Primal Scream
- The Prodigy
- Down
- Kamelot
- Pendulum
- Meshuggah
- Mastodon
- The Sword
- Thin Lizzy
- In Extremo

## Edycja 2010

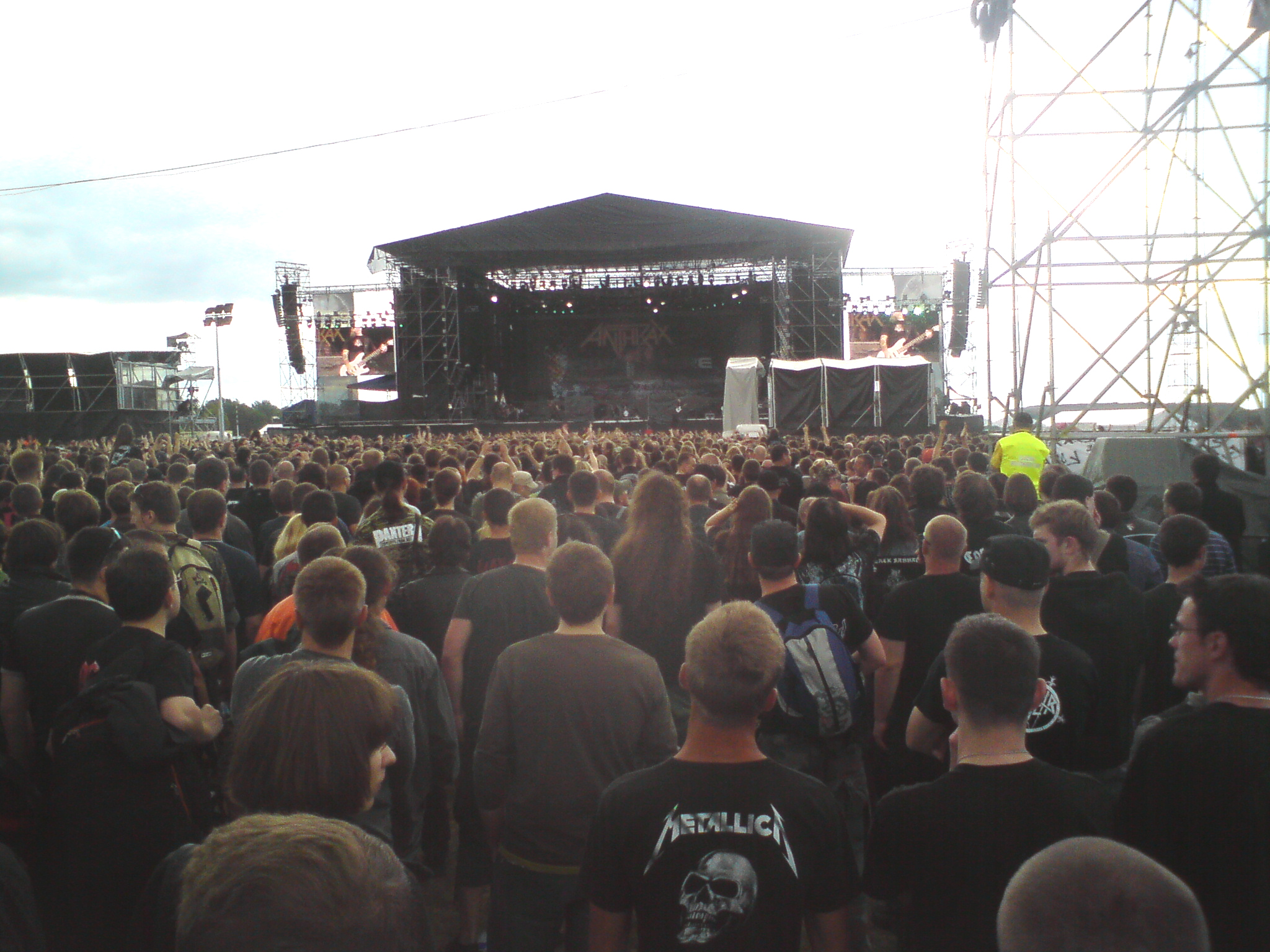
Sonisphere Festival na lotnisku Bemowo w Warszawie

W 2010 roku odbyło się 11 koncertów, pierwszy z nich miał miejsce 16 czerwca na lotnisku Bemowo w Warszawie. Ponieważ grupa Mastodon odwołała swoje koncerty ze względu na chorobę Billa Kellihera, ostatecznie wystąpiły na nim Behemoth jako support oraz tzw. Wielka Czwórka Thrash Metalu Anthrax, Megadeth, Slayer i Metallica. Był to pierwszy wspólny koncert tych zespołów w historii. W warszawskiej edycji festiwalu uczestniczyło ok. 80 tysięcy widzów. Na małej scenie wystąpili: Frontside, Diary Of Sorrow oraz Materia.
Kolejne koncerty miały miejsce w Jonschwil (Szwajcaria), Milovicach (Czechy), Sofii (Bułgaria), Atenach (Grecja), Bukareszcie (Rumunia), Stambule (Turcja), Madrycie (Hiszpania), Knebworth (Wielka Brytania), Sztokholmie (Szwecja) i Pori (Finlandia).
Zapis koncertu zespołów Anthrax, Megadeth, Slayer i Metallica, który odbył się 22 czerwca na Stadionie Narodowym im. Wasyla Lewskiego w Sofii został wydany w formie DVD, zatytułowanego The Big Four: Live from Sofia, Bulgaria.

### Wykonawcy
- 3 Inches of Blood
- 36 Crazyfists
- Airbourne
- Alice Cooper
- Alice in Chains
- Amon Amarth
- Anthrax
- Apocalyptica
- Aria
- As I Lay Dying
- Atreyu
- Behemoth
- Blacktooth
- Bring Me the Horizon
- Bullet for My Valentine
- Coheed and Cambria
- Dear Superstar
- DevilDriver
- Faith No More
- Family Force 5
- Fear Factory
- Fightstar
- Foma
- Funeral For A Friend
- Gallows
- Hayko Cepkin
- Headcharger
- Heaven and Hell
- HIM
- Iggy and The Stooges
- Iron Maiden
- Madina Lake
- Manowar
- Mastodon
- Megadeth
- Meshuggah
- Metallica
- Mötley Crüe
- Motörhead
- Overkill
- Papa Roach
- Placebo
- Rammstein
- Rise Against
- Rollins Spoken Word
- Skunk Anansie
- Slayer
- Smoke Below
- Stam1na
- Stone Sour
- The 69 Eyes
- The Cult
- The Sorrow
- Unearth
- Volbeat

Zespół Heaven and Hell odwołał całą zaplanowaną na lato 2010 trasę koncertową, w tym wszystkie występy w ramach Sonisphere Festival z powodu śmierci wokalisty – Ronniego Jamesa Dio.
Mastodon odwołał wszystkie koncerty zaplanowane na Sonisphere Festival 2010.

## Edycja 2011
W 2011 roku zapowiedziano 12 koncertów. Pierwszy z nich odbył się 10 czerwca na lotnisku Bemowo w Warszawie.
Wystąpiły zespoły:
| Scena Główna - Iron Maiden - Motörhead - Mastodon - Volbeat - Devin Townsend Project - Killing Joke | Scena Antyradia - Hunter - Corruption - Made of Hate - Leash Eye - Chassis | Red Bull Tourbus - Masturbator - Dead on Time - Mouga |

Kolejne koncerty odbyły się w Pradze, Atenach, Stambule, Bazylei, Imola (Włochy), Helsinkach, Knebworth, Amnéville (Francja), Sztokholmie i Madrycie. Koncert w Bankji (Bułgaria) nie doszedł do skutku ze względu na problemy organizacyjne.
| Kraj       | Miasto    | Lokalizacja                   | Data          | Wykonawcy (Headliner))                                                                |
| ---------- | --------- | ----------------------------- | ------------- | ------------------------------------------------------------------------------------- |
| Polska     | Warszawa  | Lotnisko Bemowo               | 10 czerwca    | Iron Maiden, Motörhead, Mastodon                                                      |
| Czechy     | Praga     | Výstaviště Praha              | 11 czerwca    | Iron Maiden, Korn, Mastodon, Cavalera Conspiracy                                      |
| Grecja     | Ateny     | Terra Vibe Park               | 17 czerwca    | Iron Maiden, Slipknot, Mastodon, Virus                                                |
| Turcja     | Stambuł   | Küzükciftlik Park             | 19 czerwca    | Iron Maiden, Slipknot, Alice Cooper                                                   |
| Szwajcaria | Bazylea   | St. Jakob                     | 23-24 czerwca | Iron Maiden, Slipknot, Alice Cooper, Judas Priest, Limp Bizkit, Eluveitie, In Extremo |
| Włochy     | Imola     | Autodromo Enzo e Dino Ferrari | 25-26 czerwca | Iron Maiden, Linkin Park, Slipknot, My Chemical Romance                               |
| Finlandia  | Helsinki  | Kalasatama                    | 2 lipca       | Slipknot, In Flames, Rob Zombie                                                       |
| Francja    | Amnéville | Snowhall Parc                 | 8-9 lipca     | Metallica, Anthrax, Megadeth, Slayer, Slipknot, Volbeat                               |
| Szwecja    | Sztokholm | Globe Arena Open Air          | 9 lipca       | Slipknot, In Flames                                                                   |
| Anglia     | Knebworth | Knebworth House               | 8-10 lipca    | Metallica, Anthrax, Megadeth, Slayer, Biffy Clyro, Slipknot, Weezer, Motörhead        |
| Hiszpania  | Madryt    | Getafe                        | 16 lipca      | Iron Maiden, Alice Cooper, Mastodon, Apocalyptica, Valient Thorr                      |

## Edycja 2012
Pierwszy z koncertów zapowiedzianych na rok 2012 odbył się 10 maja na lotnisku Bemowo w Warszawie. Wystąpili na nim Metallica, Black Label Society, Machine Head, Gojira oraz Acid Drinkers, Hunter i Luxtorpeda. Kolejne koncerty zaplanowano w Getafe (Hiszpania), Yverdon-les-Bains (Szwajcaria), Helsinkach, Knebworth i Amnéville. 29 marca 2012 organizatorzy koncertu w Knebworth, który miał się odbyć w dniach 8-10 lipca, poinformowali o jego odwołaniu.
| 10/05                                                                             |
| --------------------------------------------------------------------------------- |
| Metallica Machine Head Black Label Society Gojira Acid Drinkers Hunter Luxtorpeda |

| 25/05 | 26/05 |
| --- | --- |
| Soundgarden Limp Bizkit The Offspring Machine Head Kyuss Lives! Paradise Lost Orange Goblin Rise to Remain Kobra and the Lotus Skindred Six Hour Sundown | Metallica Slayer Evanescence Mastodon Within Temptation Fear Factory Children of Bodom Gojira Clutch Enter Shikari Ghost Vita Imana Sister |

| 30/05                                                |
| ---------------------------------------------------- |
| Metallica Slayer Motörhead Mastodon Gojira Eluveitie |

| 04/06                                        |
| -------------------------------------------- |
| Metallica Machine Head Amorphis Gojira Ghost |

| 07/07 | 08/07                                                               |
| --- | ------------------------------------------------------------------- |
| Faith No More Machine Head Marilyn Manson Meshuggah Black Stone Cherry Combichrist I Killed The Prom Queen The Kieff’s Incry Pachuco Cadaver Lodz | Wolfmother Soulfly The Darkness Lacuna Coil Armored Saint Pornqueen |

## Edycja 2013
W 2013 odbyły się cztery koncerty: dwa w Hiszpanii, po jednym we Francji i Włoszech. Na wszystkich headlinerem była grupa Iron Maiden
| Kraj      | Miasto    | Miejsce        | Data        | Headliner |
| --------- | --------- | -------------- | ----------- | --- |
| Hiszpania | Madryt    | Getafe         | 31 maja     | Iron Maiden, Megadeth, Anthrax, Avantasia, Ghost, Tierra Santa, October File, Red Fang, Voodoo Six |
| Hiszpania | Barcelona | Parc del Fòrum | 1 czerwca   | Iron Maiden, Megadeth, Anthrax, Avantasia, Ghost, Tierra Santa, October File, Red Fang, Voodoo Six |
| Włochy    | Mediolan  |                | 8 czerwca   | Iron Maiden, Megadeth, Mastodon, Ghost, Voodoo Six, Amphitrium |
| Francja   | Amnéville | Snowhall Parc  | 8–9 czerwca | Iron Maiden, Limp Bizkit, Slayer, Korn, Motörhead, Mastodon, Airbourne, Stone Sour, Trust, Children of Bodom, Sabaton, Behemoth, Bring Me The Horizon, Amon Amarth, DragonForce, Ghost, Epica, Headcharger, Dagoba |

## Edycja 2014

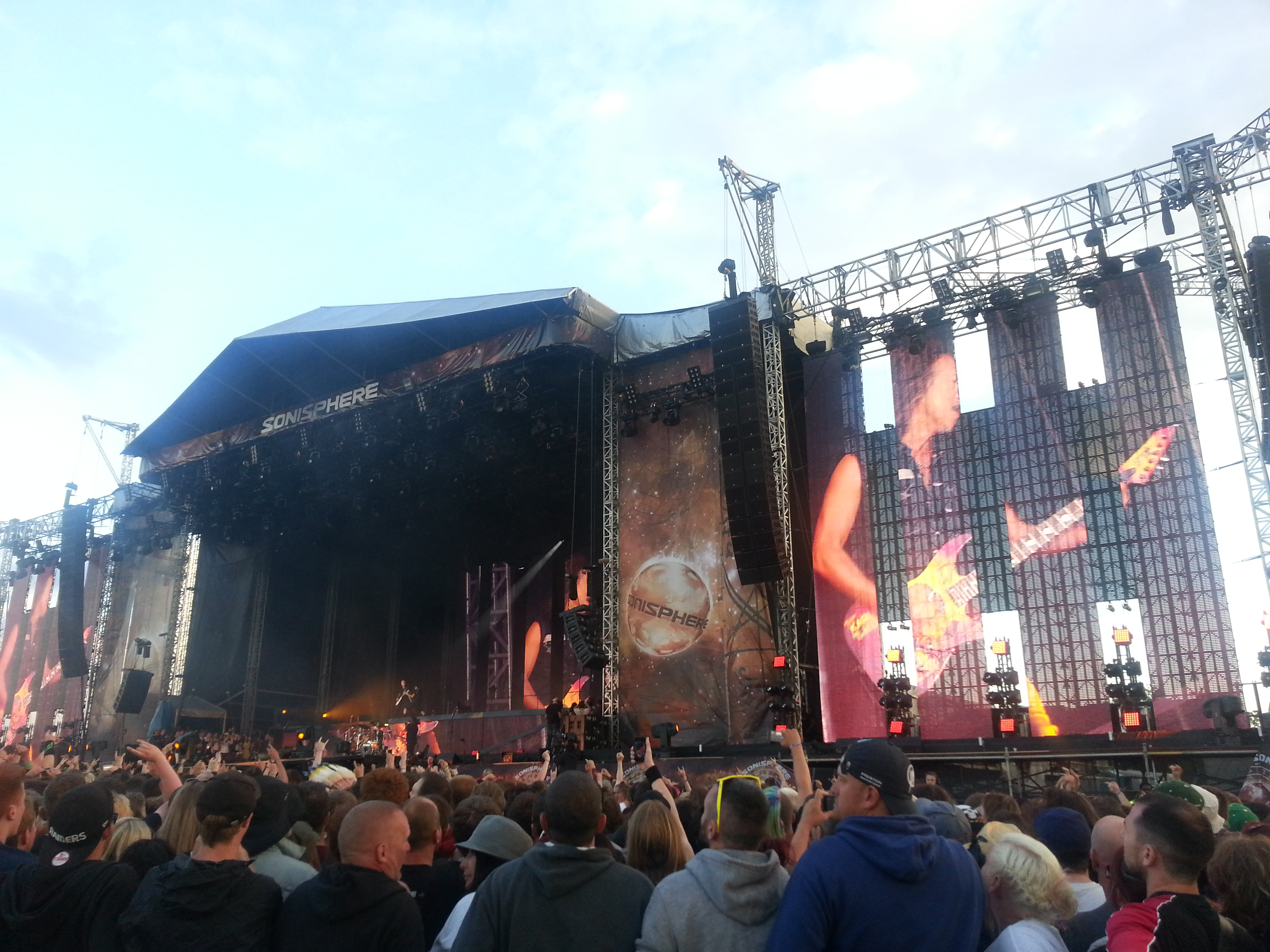
Występ Metalliki w Knebworth

| Kraj            | Miasto    | Miejsce         | Data      | Headliner                                        |
| --------------- | --------- | --------------- | --------- | ------------------------------------------------ |
| Niemcy          | Hamburg   | Imtech Arena    | 4 czerwca | Metallica, Slayer, Mastodon, Ghost               |
| Szwajcaria      | Bazylea   | St. Jakob-Park  | 4 lipca   | Metallica, Alice in Chains, Airbourne, Kvelertak |
| Wielka Brytania | Knebworth | Knebworth House | 4-6 lipca | Metallica, Iron Maiden, The Prodigy              |

## Edycja 2015
| Kraj       | Miasto | Miejsce        | Data      | Headliner                                              |
| ---------- | ------ | -------------- | --------- | ------------------------------------------------------ |
| Szwajcaria | Biel   | Strandbad Biel | 6 czerwca | Muse, Incubus, The Hives, Black Veil Brides, Bonaparte |

## Edycja 2016
| Kraj       | Miasto  | Miejsce | Data      | Headliner                                                                       |
| ---------- | ------- | ------- | --------- | ------------------------------------------------------------------------------- |
| Szwajcaria | Lucerna | Allmend | 3 czerwca | Iron Maiden, Sabaton, Tremonti, Gojira, The Raven Age, Wild Lies                |
|            |         |         | 4 czerwca | Rammstein, Slayer, Apocalyptica, Anthrax, Powerwolf, The Shrine, Shakra, Tuxedo |